# 이웃집 흡혈귀 씨
이웃집 흡혈귀 씨(となりの吸血鬼さん, Ms. Vampire Who Lives in My Neighborhood)은 아마토우의 일본 4컷 만화 시리즈이다. 2014년 8월부터 미디어팩토리의 청년 만화 잡지 Comic Cune에서 연재되었으며, 원래는 2015년 8월까지 청년 만화 잡지 월간 코믹 얼라이브의 잡지 부록이었다. 단행본 8권으로 수집되었다. 스튜디오 고쿠미와 AXsiZ가 제작한 TV 애니메이션 시리즈로 2018년 10월부터 12월까지 방영되었다.

## 미디어

### 만화
주로 성인 만화를 그리는 일본 만화가 아마토우의 4컷 만화 시리즈이다. 2014년 8월 27일 발매된 코믹큐 2014년 10월호부터 연재를 시작했다. 2021년 10월 27일 2021년 12월호에 마지막으로 출판되었다. 만화의 첫 번째 단행본 권은 2015년 9월 26일에 출시되었다. 2021년 12월 27일 기준 8권이 출판되었다.

### 애니메이션
스튜디오 고쿠미와 AXsiZ가 공동 애니메이션으로 제작한 애니메이션 TV 시리즈는 2018년 10월 5일부터 12월 21일까지 일본에서 AT-X 및 기타 채널을 통해 방영되었으며 크런치롤에서 동시 방송되었다. 포니무는 인도네시아에서도 이 시리즈를 동시 방송했다. 시리즈 감독은 아키타야 노리야키, 시리즈 구성은 타카하시 타츠야, 캐릭터 디자인은 사카이 타카히로, 음악은 후지사와 요시아키가 맡는다. 오프닝 테마는 "†Kyūtie Ladies†"(†吸tie Ladies†), 엔딩 테마는 "Happy!! Strange Friends"이며, 둘 다 토미타 미유, 유우 사사하라, Lynn (성우), 와키 아즈미가 맡았다. 이 시리즈는 12개의 에피소드로 진행되었다.
공식 블루레이 디스크는 디스코텍 미디어(Discotek Media)를 통해 2022년 2월 22일에 출시되었다.